# Такэда Канрюсай
Такэда Канрюсай (яп.  武田 観柳斎 （たけだ かんりゅうさい), 1830 — 22 июня 1867) — японский самурай, живший в конце периода Эдо, командир 5-го подразделения Синсэнгуми, погибший во время войны Босин.

## Биография
Родился в Идзумо (современная Префектура Симанэ, в регионе Тюгоку). В юности хотел стать врачом. Однако он покинул свой клан, чтобы изучить стиль военной стратегии Коси Наганума в Эдо. Был усыновлен семьей Такэда в то время, когда учился в Эдо. Такэда были вассалами клана Айдзу. Учился на врача. Изучал доктрины Ван Ян-Мина, что привлекло к нему людей, выступавших против сёгуната. Такэду арестовали представители местной власти, но ему удалось бежать из провинции Идзумо в Эдо, где он продолжил антиправительственную деятельность. Был командиром отряда Тэнгу-то, убийцей старейшины Ии Наосукэ в 1860 году.
В Синсэнгуми Такэда попал в 1863 году благодаря знакомству с Кондо. Когда и как они познакомились, неизвестно. Сначала он был военным советником.

## Синсэнгуми
С командиром Синсэнгуми Канрюсай, видимо, относился неплохо, но с другими людьми в отряде отношения у него не сложились. В 1864 году Такэда способствовал улаживанию ссоры между Нагакурой и Кондо, когда Нагакура подал жалобу на командира. В том же году, с приходом в Синсэнгуми Ито Каситаро, который тоже некоторое время был в Тэнгу-то, Такэду понизили до командира пятого отряда. Место военного советника занял Ито, который знал западную военную стратегию. Такеда же изучал только традиционную японскую. Кроме того, в Синсэнгуми Канрюсай преподавал литературу и культуру, а также военную стратегию. Есть сведения, что Такэда хотел присоединиться к группе Ито, но на момент ухода последнего был далеко, а потом было уже поздно.
Когда стало уже понятно, что бакуфу не выиграть, Такэда собрался покинуть Синсэнгуми и присоединиться к клану Сацума. Некоторое время он вел с ними приговоры и, когда все было решено, попросился у Кондо съездить домой. Кондо и Хидзиката к этому времени уже были в курсе переговоров Такэды с кланом Сацума. Есть версия, что им доложил об этом Сабуро Магоси, молодой человек, который ранее жаловался Хидзикате на то, что Такеда притесняет его за отказ ответить на его «внимание». Он, якобы, видел, как Канрюсай выходил ночью из резиденции Сацумы. Возможно, но Сабуро ещё в 1864 или даже в 1863 году покинул отряд и достоверно неизвестно, был ли он вообще в это время в столице. Так или иначе, но командование Синсэнгуми было в курсе планов Такэды.
Когда же через пару дней вскрылось, что Такэда приторговывал опиумом и собирал дань с мелких торговцев Мибу (прямо под носом у командования!), было решено дать ему возможность уйти с честью. Командование согласилось отпустить Канрюсая в отпуск, но решение о его смерти уже было принято.
Ещё через сутки Кондо и Хидзиката предложили Канрюсаю поужинать вместе и решить вопрос о его выходе из Синсэнгуми. Посреди ужина внезапно появились Сайто и Нагакура. Такеда почувствовал себя нехорошо, тем более после фразы Кондо: «Такэда-сан, я предлагаю поговорить о вашем уходе с Сайто-саном» (некоторые источники считают, что это сказал Хидзиката). Сайто вышел из таверны вслед за Такэдой и попытался убедить его совершить сеппуку. Он отказался и предложил решить дело более радикальным методом. Судя по мемуарам Нагакуры, Сайто вернулся через четверть часа (и это при том, что они сражались на мосту Дзэнитори, до которого было полкилометра). http://www.diary.ru/~Tenvsumerkax/p184518824.htm?oam

## Смерть
Существуют два варианта относительно даты смерти Такэды:
В первом варианте 5 ноября (28 сентября-л.к.) 1866 года. Если, как указывается почти везде, Такэду убил Сайто Хадзимэ, то эта дата более вероятна. Сайто ещё не ушел из Синсэнгуми с Ито. Для этой даты подходит версия, что Такэду убили после прощальной вечеринки в штабе. Сайто и Синохара пошли провожать его под предлогом, что он пьян и сам не дойдет. На мосту Дзэнитори Сайто убил его. Во втором 23 июля (22 июня-л.к.) 1867 года. В это время Сайто в Синсэнгуми уже не было. Однако все же это не исключает его участия в убийстве Канрюсая, так как Синсэнгуми и отряд Ито внешне поддерживали дружеские отношения. К тому же существует версия, что приказ убить Такэду Сайто получил и от Кондо, и от Ито. Ито сам вел тайные переговоры с кланом Сацума, и лишний свидетель был ему совсем не нужен. Свидетелем убийства в любом случае называют Синохару Тайносина. Некоторые утверждают даже, что Такэду убил именно он.

## Такэда Канрюсай в массовой культуре
- Прототип Такэды Канрю в манге и аниме Бродяга Кэнсин[1].